# Parc Nacional de Hot Springs
El Parc Nacional de Hot Springs (Hot Springs National Park) és un parc nacional situat al centre de l'estat d'Arkansas (Estats Units) al costat de la ciutat de Hot Springs. La zona va ser establerta originalment com la Reserva de Fonts Calentes (Hot Springs Reservation) el 20 d'abril de 1832, i es va convertir en un parc nacional el 4 de març de 1921. És el parc nacional més petit per superfície als Estats Units. No obstant això, el parc compta amb molts quilòmetres de camins i senders que ofereixen vistes de les muntanyes adjacents. Aquesta unitat administrada pel National Park Service està oberta durant tot l'any.

## Les aigües
Les aigües termals del parc es concentren al peu de la Muntanya Hot Springs (Hot Springs Mountain) que es troba dins de la serralada de les Muntanyes Ouachita (Ouachita Mountains); produeixen més de dos milions de litres al dia. L'aigua calenta se subministra als banys al parc, incloent la famosa Bathhouse Row (Filera de Cases de Banys) que constitueix un districte històric i que conté una espectacular col·lecció de cases de banys en l'estil arquitectònic de la Gilded Age, i també a altres banys dins de la ciutat de Hot Springs. La renda resultant és propietat del Tresor dels Estats Units. El 1950, torres centrals de refredament van limitar la temperatura màxima a un nivell segur, ja que no necessiten les cases de banys individuals els seus propis sistemes de refredament.

## Banys gratuïts
Els banys se solien donar històricament als pobres de franc. Alguns anys prop de 100.000 banys van ser proporcionats sense pagament. Els indigents es van presentar a la seu del parc i un metge va revisar i aprovar o no la seva sol·licitació; el govern federal va reemborsar les despeses a la cases de banys participants.

## Composició de l'aigua
L'aigua potable es distribueix per diverses fonts públiques d'aigua calenta. L'aigua calenta és naturalment potable. Les regulacions prohibeixen la venda privada de les aigües del parc.
| Component químic               | Parts per milió |
| ------------------------------ | --------------- |
| Hidrogencarbonat (HCO₃-)       | 130,0           |
| Sílice (SiO₂)                  | 53,0            |
| Calci (Ca2+)                   | 47,0            |
| Diòxid de carboni lliure (CO₂) | 9,7             |
| Sulfat (SO₄2-)                 | 7,8             |
| Oxigen (O₂)                    | 4,5             |
| Magnesi (Mg2+)                 | 4,9             |
| Clorur (Cl-)                   | 2,2             |
| Sodi (Na+)                     | 4,0             |
| Potassi (K+)                   | 1,4             |
| Fluorur (F-)                   | 0,26            |